# Para-Leichtathletik-Europameisterschaften 2018
| Medaillenspiegel (Stand nach 182 von 182 Entscheidungen) | Medaillenspiegel (Stand nach 182 von 182 Entscheidungen) | Medaillenspiegel (Stand nach 182 von 182 Entscheidungen) | Medaillenspiegel (Stand nach 182 von 182 Entscheidungen) | Medaillenspiegel (Stand nach 182 von 182 Entscheidungen) | Medaillenspiegel (Stand nach 182 von 182 Entscheidungen) |
| Platz                                                    | Land                                                     | G                                                        | S                                                        | B                                                        | TL                                                       |
| -------------------------------------------------------- | -------------------------------------------------------- | -------------------------------------------------------- | -------------------------------------------------------- | -------------------------------------------------------- | -------------------------------------------------------- |
| 1                                                        | Polen                                                    | 26                                                       | 15                                                       | 20                                                       | 61                                                       |
| 2                                                        | Großbritannien                                           | 20                                                       | 14                                                       | 16                                                       | 50                                                       |
| 3                                                        | Ukraine                                                  | 19                                                       | 22                                                       | 8                                                        | 49                                                       |
| 4                                                        | Frankreich                                               | 17                                                       | 13                                                       | 9                                                        | 39                                                       |
| 5                                                        | Deutschland                                              | 14                                                       | 19                                                       | 9                                                        | 42                                                       |
| 6                                                        | Spanien                                                  | 8                                                        | 13                                                       | 7                                                        | 28                                                       |
| 7                                                        | Schweiz                                                  | 8                                                        | 5                                                        | 10                                                       | 23                                                       |
| 8                                                        | Finnland                                                 | 8                                                        | 4                                                        | 2                                                        | 14                                                       |
| 9                                                        | Portugal                                                 | 7                                                        | 7                                                        | 3                                                        | 17                                                       |
| 10                                                       | Italien                                                  | 6                                                        | 3                                                        | 8                                                        | 17                                                       |
| …                                                        |                                                          |                                                          |                                                          |                                                          |                                                          |
| 19                                                       | Österreich                                               | 3                                                        | 2                                                        | 0                                                        | 5                                                        |
| …                                                        |                                                          |                                                          |                                                          |                                                          |                                                          |
| 29                                                       | Luxemburg                                                | 0                                                        | 2                                                        | 0                                                        | 2                                                        |
| …                                                        |                                                          |                                                          |                                                          |                                                          |                                                          |
| Gesamt                                                   |                                                          | 182                                                      | 176                                                      | 160                                                      | 518                                                      |
| Vollständiger Medaillenspiegel                           |                                                          |                                                          |                                                          |                                                          |                                                          |

Die 6. Para-Leichtathletik-Europameisterschaften (englisch World Para Athletics European Championships) fanden vom 20. bis 26. August 2018 im Friedrich-Ludwig-Jahn-Sportpark von Berlin statt.
Mitte Juli 2016 war Berlin von IPC Athletics als Austragungsort bekannt gegeben worden. Organisiert wurden die Europameisterschaften von IPC Athletics, dem Deutschen Behindertensportverband als Nationalem Paralympischen Komitee (NPC) und dem Behinderten-Sportverband Berlin (BSB).

## Teilnehmende Nationen
Es starteten 596 Athletinnen und Athleten (215 Frauen und 381 Männer) aus 40 Nationen.
Seit ihrer Dopingsperre 2016 durften keine russischen Sportler und Sportlerinnen unter ihrer Landesflagge teilnehmen.
| - Aserbaidschan (4) - Belgien (14) - Bosnien und Herzegowina (1) - Bulgarien (9) - Dänemark (13) - Deutschland (39) - Estland (2) - Finnland (11) - Frankreich (33) - Georgien (2) | - Griechenland (27) - Großbritannien (51) - Irland (10) - Island (6) - Israel (3) - Italien (20) - Kroatien (15) - Lettland (6) - Litauen (12) - Luxemburg (1) | - Moldau (4) - Montenegro (6) - Niederlande (18) - Norwegen (4) - Österreich (6) - Polen (59) - Portugal (23) - Rumänien (7) - Schweden (12) - Schweiz (12) | - Serbien (12) - Slowakei (6) - Slowenien (1) - Spanien (34) - Tschechien (27) - Türkei (29) - Ukraine (36) - Ungarn (9) - Belarus (10) - Zypern (2) |